# Anik Jean
 (février 2024).
Si vous disposez d'ouvrages ou d'articles de référence ou si vous connaissez des sites web de qualité traitant du thème abordé ici, merci de compléter l'article en donnant les références utiles à sa vérifiabilité et en les liant à la section « Notes et références ».
Anik Jean (née le 11 avril 1977 à Bonaventure) est une chanteuse rock, guitariste, actrice, autrice et réalisatrice québécoise.

## Biographie
Dès son plus jeune âge, Anik Jean est attirée par le monde du spectacle. C’est à 11 ans, lors d’un concert de David Bowie auquel elle assiste avec sa mère, qu’elle confirme son choix de devenir une célèbre auteure-compositrice-interprète. Rapidement, elle apprend à jouer de la guitare ainsi que du piano.
Au printemps 2005, son premier single Je suis partie se positionne rapidement au Top 5 des palmarès radio québécois, puis son premier album Le Trashy Saloon sort en août de la même année. C’est avec son mentor, le rockeur québécois Jean Leloup, qu'elle écrit la chanson et elle coproduit l’album en collaboration avec David Struton. Anik Jean co-écrit son deuxième extrait et plus grand succès radio Junkie de toi également avec Jean Leloup.
À la suite de son succès, en janvier 2006, elle fait la première partie des Rolling Stones à Montréal.
En 2008, pour son deuxième album, Anik collabore avec Mark Plati, le producteur de David Bowie, Alain Bashung, Louise Attaque et Les Rita Mitsouko. Elle s’entoure des musiciens : Earl Slick, Mike Garson, Sam Harrisson, Jean-Sébastien Chouinard, Alec McElcheran, Julien Blais et Antoine Gratton, permettant la sortie de l'album rock Le ciel saigne le martyre.
En 2010, Anik Jean assure la production de son troisième opus éponyme Anik Jean enregistré à New York et Montréal. L’auteure-compositrice-interprète s’adjoint de son ami Earl Slick pour l’écriture de quelques chansons de l’album qui est quant à lui finalisé en compagnie de Gail Ann Dorsey et Sterling Campbell, les musiciens de David Bowie. Le single J’aurai tout essayé qu’elle chante en duo avec Robert Smith (The Cure) trône au sommet des palmarès pendant près d’un an. L’album se retrouve en nomination au Gala de l’ADISQ dans la catégorie « Meilleur album pop »
En 2013, Anik Jean compose la musique pour le nouveau one-man-show de son mari, Patrick Huard, en plus de faire ses débuts au cinéma dans Filière 13. Elle entame également une collaboration avec la designer Marie Saint Pierre.
Cette année-là, elle s’inspire de son frère atteint de la schizophrénie pour l’écriture de son quatrième album Schizophrène, qu'elle enregistre entièrement dans son studio maison. Elle dédie l’album à son frère qui décède la même année.
En 2015, Anik sort son premier album anglophone, Lost Soul, contenant beaucoup de ballades. Le son devient la trame sonore d’un long-métrage du même nom qui est produit sur scène dans les deux festivals de films les plus importants au Québec.
En 2016, Anik reçoit son premier contrat de compositrice de musique de film. De plus, elle signe la trame sonore d’un des plus gros films Canadien, Bon Cop, Bad Cop 2 et remporte le prix SOCAN dans la catégorie Meilleure musique de film 2019.
Sa collaboration avec les réalisateurs Robin Aubert et Francis Leclerc pour ses vidéoclips lui fait découvrir la cinématographie et elle réalise son film Lost Soul en 2015-2016.
En 2019, elle continue son travail dans l'industrie du cinéma avec la sortie de son deuxième court-métrage La Porte présenté à la soirée d’ouverture Québec Cinéma 2019 et sélectionnée au Festival international du film de femmes de Saint-Jean (en), puis le récent Sois Sage présenté à Fantasia et en écriture de plusieurs films.
En 2021, parallèlement à la sortie de son deuxième livre pour enfants Nathan au fond des océans, elle travaille sur la composition originale de la musique d’Escouade 99 (une adaptation de la série Brooklyn Nine-Nine). En octobre, elle sort son sixième album Love in Silence.
En 2022, elle se consacre à l’écriture du long-métrage La maison Lazy Bogan.

## Discographie
| Albums                                                      | Titre | Note |
| ----------------------------------------------------------- | --- | --- |
| La Trashy Saloon (2005)                                     | 1. Tendre sorcière 2. Je suis partie 3. Pense à toi 4. Numb 5. Le trashy saloon 6. Junkie de toi 7. Amour absinthe 8. Into my dreams 9. Confession 10. Let me go 11. Duel I, II, III 12. Haine / Non | Numéro 1 au palmarès radio pendant 2 semaines avec « Junkie de toi » Reprise de « Je suis partie » par Jean Leloup |
| Le ciel saigne le martyre (2008)                            | 1. Thorazine 2. Oh mon chéri (Le ciel saigne le martyre) 3. Bouche 4. L.A. 007 5. Des anges dans le noir 6. Lucifer 7. Veuve noire 8. La femme bionique 9. Si parfait 10. Petit cœur 11. Gaspésie 12. Hurt / Orage | Numéro 1 au palmarès radio pendant 2 semaines « On mon chéri » |
| Anik Jean (2010)                                            | 1. J'aurai tout essayé 2. Je sais 3. Love-moi 4. Plus de pitié 5. Run 6. Insomnie 7. Si tu le voulais 8. Le jour, la nuit 9. Mon Dieu 10. Wild is the Wind 11. Chaque matin 12. Je sais (Acoustique) | Le single « J’aurai tout essayé » duo avec Robert Smith (The Cure) trône au sommet des palmarès pendant près d’un an. Reprise de « Wild is the Wind » (Nina Simone, aussi interprétée par David Bowie), duo avec Pierre Flynn « Si tu voulais » et une version acoustique de « Je sais » |
| Schizophrène (2013)                                         | 1. Mes démons 2. F** le dance 3. Minable 4. À la vie, à la mort 5. Liste noire 6. Baise-moi 7. Si tu m'entends 8. Bad Bad Girl 9. Tu es mon enfer 10. Schizophrène | 4e album de l'artiste en hommage à son frère, enregistré dans son studio personnel. |
| Lost Soul (2015)                                            | 1. Lost Soul 2. Little Walk 3. No More Time 4. Absinthe My Love 5. Black Birds 6. Never Enough 7. Closer 8. Change Your Mind 9. Hurt 10. Mon chéri (Pt. 2) 11. Shivers 12. Closer (Radio Edit) | Album concept original trame-sonore présenté en projection-concert du film éponyme. |
| Bon Cop Bad Cop 2 (2017) Original Motion Picture soundtrack | 1. Bad Boy 2. Hangar 3. Meds In The Sun 4. Alive (Bilingual Version) 5. Strip Pour Moi 6. Just Enter 7. Hold On - Piano Version 8. On My Own 9. The Bridge 10. Black Diamond 11. Middle Brook 12. Heart For Lease 13. Getting Ready 14. Hold On (Bilingual Version) 15. L'échafaud 16. Girlz 17. Angel And Dust 18. Push + Pull 19. The Speech 20. Alive 21. Hold On | Réalisé et produit par Anik Jean Production Nathan Records \| Distribution Universal PRIX SOCAN Meilleure musique de film 2019 Pour la première fois en 30 ans, le prix est remis à une femme                                                                                            |
| Love in Silence (2021)                                      | 1. Live or Die 2. Can't Say 3. Let's Go Down 4. Fall Asleep 5. Junkie de toi 6. Love in Silence 7. Your Place 8. La nuit 9. Waiting for the Miracle | |

## Filmographie

### Réalisatrice
- 2016 : Lost Soul
- 2019 : La Porte[12]
- 2019 : Sois Sage
- 2023 : Les Hommes de ma mère[13]

### Compositrice
- 2012 : Sur les traces de la fusion: L'acte 1[14]
- 2016 : Lost Soul[15]
- 2017 : Bon Cop Bad Cop 2[16]
- 2019 : Sois Sage
- 2020 : La Tour[17]

### Actrice
- 2010 : Filière 13[18] : Mylène
- 2016 : Lost Soul : Laura
- 2019 : Sois Sage[19] : La mère

### Auteur
- 2016 : Lost Soul
- 2019 : La Porte
- 2019 : Sois Sage

### Productrice
- 2016 : Lost Soul
- 2019 : La Porte
- 2019 : Sois Sage
- 2023 : Les Hommes de ma mère